# William Thomas Green Morton
William Thomas Green Morton (Charlton, Massachusetts, 9 d'agost de 1819 - Nova York, 15 de juliol de 1868), va ser un dentista (no era metge) estatunidenc que va ser el primer a fer una demostració pública de l'ús de l'èter com a anestèsia quirúrgica el 1846. Encara que va ser Crawford Williamson Long qui va descobrir les propietats anestèsiques aquest no va publicar el seu descobriment fins a l'any 1849. Morton tota la seva vida va reivindicar que ell havia descobert l'anestèsia.

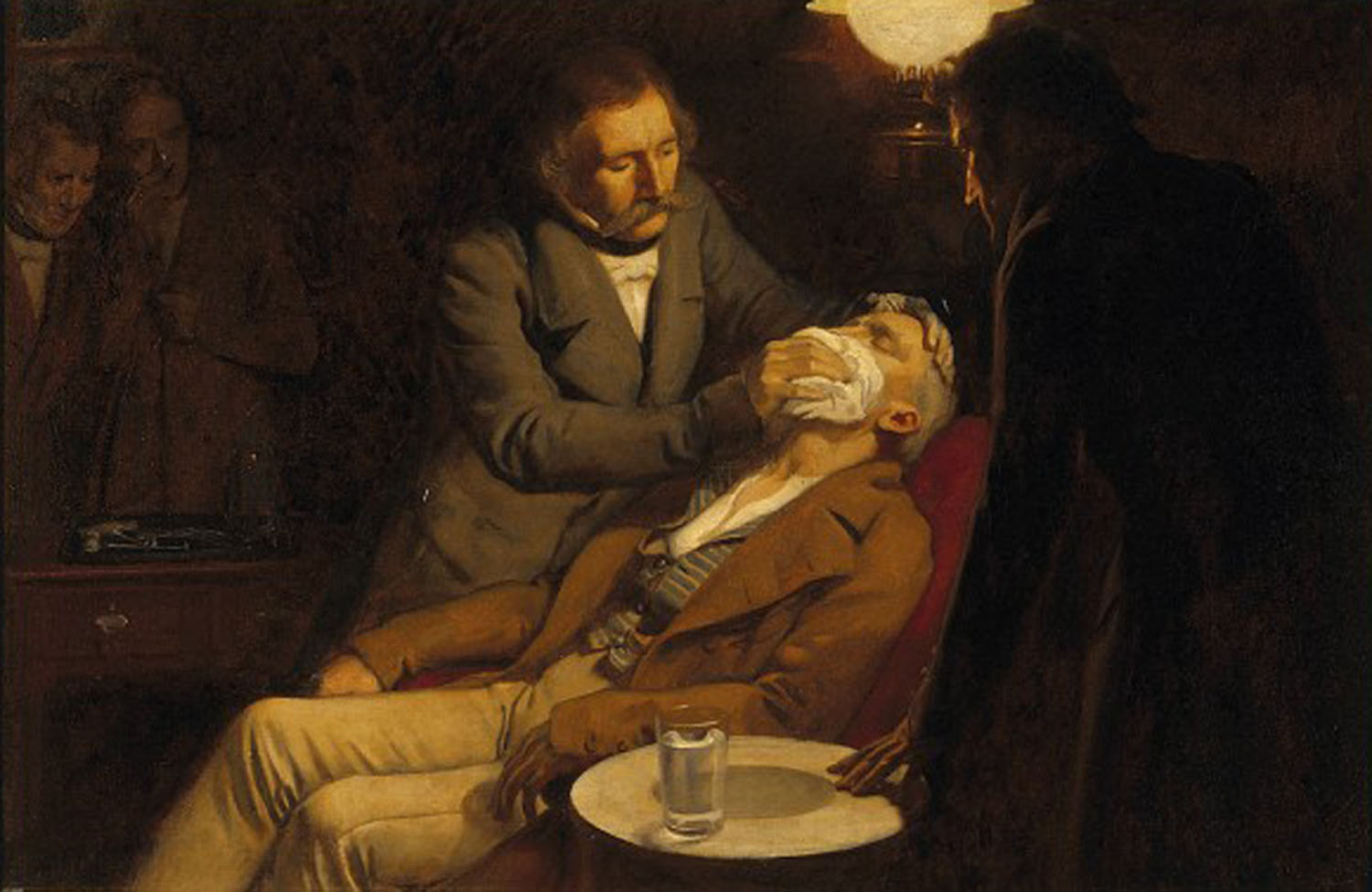
William Thomas Green Morton utilitzant l'èter com anestèsic el 1846.

## Biografia
Va néixer a Charlton, Massachusetts va entrar a l'escola de cirurgia dental de Baltimore (Baltimore College of Dental Surgery) el 1840. El 1841, va guanyar notorietat quan va desenvolupar un nou mètode de soldar dents postisses en una placa d'or. El 1842, deixà l'escola dental sense arribar a graduar-se per estudiar a Hartford (Connecticut) amb el dentista Horace Wells, amb qui formà una breu societat. El 1843 Morton es va casar amb Elizabeth Whitman i els pares d'ella van voler que Morton estudiés medicina. El 1844 va anar a estudiar a l'Escola Mèdica de Harvard (Harvard Medical School) i de les classes de química del doctor Charles T. Jackson, es va assabentar de les propietats anestèsiques de l'eter. Després d'això Morton va deixar Harvard sense arribar a graduar-se.

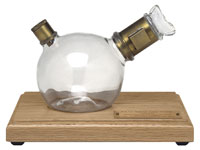
Replica de l'inhalador usat per William T. G. Morton el 1846 en la primera demostració pública de cirurgia amb èter

El 30 de setembre de 1846, Morton va realitzar una extracció dental sense dolor administrant èter a un pacient. Aquesta intervenció va ser seguida el 16 d'octubre de 1846 de la famosa operació, amb el mètode de Morton, practicada per John Collins Warren en el mateix hospital de Massachusetts extirpant un tumor del coll al pacient Albert Abbott. Aquesta es considera la primera operació amb anestèsia total. Durant tota la demostració, Morton intentà d'amagar el nom de la substància utilitzada dient que era "Letheon". Morton tenia la intenció de patentar aquesta substància però ràpidament es va demostrar que el "Letheon" era només èter i el seu ús es va estendre a tot el món.
En reconeixement dels seus mèrits Morton fou nomenat doctor honorari per la Universitat de Baltimore l'any 1852. Morí a Nova York l'any 1868.
El 1944 Paramount Pictures va produir una pel·lícula sobre la vida i obra de Morton anomenada The Great Moment.